# 箐门苗族彝族仡佬族乡
箐门苗族彝族仡佬族乡，是中华人民共和国贵州省毕节市金沙县一个已撤销的民族乡。
2013年6月28日，贵州省人民政府批复同意金沙县部分乡镇撤并，撤销箐门苗族彝族仡佬族乡，将其所辖行政区域划归平坝镇。